# Fidelis Buck
Fidelis Buck SJ (* 22. November 1916 in Hitzkofen; † 25. Mai 1979 ebenda) war ein deutsch-kanadischer Jesuit und Professor für Altes Testament.

## Leben

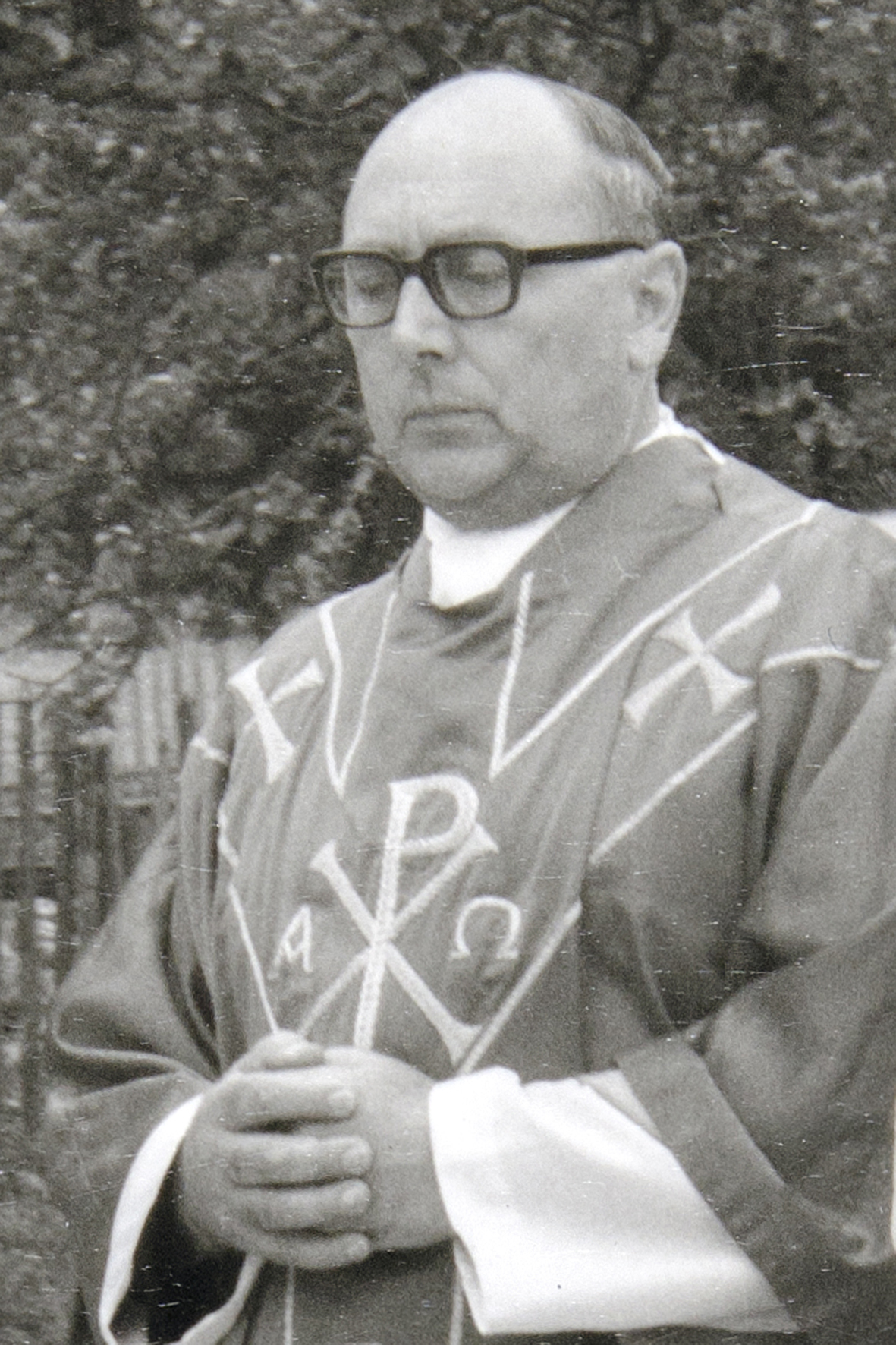
Pater Fidelis Buck SJ (1970)

Nach dem Abitur in Sigmaringen trat Fidelis Buck 1935 als Novize in St. Blasien in den Jesuitenorden ein. Sein Philosophiestudium absolvierte er im Berchmanskolleg in Pullach bei München. Es folgte das Theologiestudium in Montreal. Am 15. August 1945 wurde Buck in Montreal zum Priester geweiht; die Nachprimiz feierte er im September 1945 in seiner Heimatgemeinde. Inzwischen war Buck kanadischer Staatsbürger.
Von 1948 bis 1953 studierte er in Rom am Päpstlichen Bibelinstitut und wurde mit einer Dissertation über Die Liebe Gottes beim Propheten Oseas promoviert. Weitere Studien betrieb er zu Religionen des Nahen Ostens und zur Biblischen Archäologie. Dabei besuchte er Indien, Pakistan, Iran, Irak, Syrien, Jordanien, Ägypten, die Türkei, Zypern und Griechenland. Er lehrte Hebräische Sprache und alttestamentliche Exegese in Indien. Am Montezuma Seminary in New Mexico (USA) gestaltete Buck wöchentliche Radiosendungen über die Bibel, Exegese und biblische Geschichte in englischer und spanischer Sprache.
Seit 1963 lehrte Buck am Regis College Willowdale in Toronto (Kanada). Wenige Jahre später wurde er Professor an der Toronto School of Theology an der Universität Toronto. In Kanada übernahm er sonntägliche religiöse Fernsehsendungen mit Diskussionsforen. Anlässlich seines silbernen Priesterjubiläums verlieh ihm die Gemeinde Hitzkofen 1970bdie Ehrenbürgerwürde. Es folgt eine Gastprofessur für Philosophie und Religionsstudien in Nairobi (Kenia).
Am 25. Mai 1979 starb Fidelis Buck während eines Heimataufenthaltes in Hitzkofen.